# InfinitePay
InfinitePay é uma plataforma de serviços financeiros voltada para micro, pequenos e médios empreendedores. Lançada em 2019 no Brasil pela CloudWalk, oferece um conjunto de ferramentas financeiras que inclui maquininha, Tap To Pay, conta digital, cartão virtual, empréstimos, links de pagamento, sistemas de vendas e gerenciamento de cobranças, além de uma plataforma de comércio eletrônico.  
A InfinitePay é uma marca pertencente à CloudWalk, fintech global que tem presença no Brasil e nos Estados Unidos, com o aplicativo para pagamentos Jim.com.

## Crescimento
A InfinitePay aumentou sua base de clientes para mais de 4 milhões, atingindo em janeiro de 2024 a presença em 100% dos mais de 5.500 municípios brasileiros. Em 2023, a CloudWalk, dona da InfinitePay, atingiu a marca de US$ 320 milhões em receita anual, com lucro líquido de US$ 22.3 milhões. 
A plataforma recebeu o selo RA1000 no Reclame Aqui, um reconhecimento relacionado ao atendimento ao cliente no setor de meios de pagamento.

## Produtos e serviços
A InfinitePay oferece uma gama diversificada de produtos e serviços financeiros voltados principalmente para micro, pequenas e médias empresas, além de microempreendedores individuais (MEIs). 

### Maquininha de Cartão
A Maquininha Smart da InfinitePay oferece taxas que podem ser até 50% menores que as de outras empresas do setor. As características principais incluem:
- Taxas de recebimento a partir de 0,0% para pagamentos via Pix e taxas fixas para crédito e débito a partir de 0,75%.
- Recebimento rápido, com opções de recebimento imediato ou em até 1 dia útil.
- Aceitação de múltiplas bandeiras, compatível com Visa, Mastercard, American Express, Elo, entre outras.
- Pagamento por aproximação utilizando tecnologia NFC para pagamentos rápidos e seguros.
- PDV integrado, com funcionalidades de ponto de venda (PDV) para gestão de estoque e vendas diretamente pela maquininha[8].

### Tap to Pay
A InfinitePay também introduziu a tecnologia "Tap to Pay", que permite que smartphones funcionem como terminais de pagamento sem contato. Esta solução elimina a necessidade de maquininhas físicas, proporcionando maior conveniência e economia para os usuários. Com "Tap to Pay", comerciantes podem aceitar pagamentos de crédito e débito apenas com um celular compatível, tornando as transações mais ágeis e acessíveis.

### Conta Digital
A Conta Digital da InfinitePay oferece uma solução completa para a gestão financeira de negócios, com várias funcionalidades:
- Isenção de taxas, sem tarifas de manutenção ou mensalidades.
- Empréstimos rápidos, com disponibilidade de crédito e aprovação instantânea.
- Pix no Crédito com opção de parcelamento em até 12 vezes, mediante análise de  crédito.
- Pix ilimitado e totalmente gratuito, com transferências sem custos adicionais.
- Até 5 cartões internacionais com 1,5% de cashback em compras no crédito - a transação é autorizada como “crédito” no terminal e liquidada com o saldo da conta.

### Loja Online
A Loja Online da InfinitePay facilita a criação de uma vitrine virtual de forma rápida e sem custos. As principais funcionalidades incluem:
- Cadastro de produtos simples e intuitivo, permitindo a inclusão de produtos ilimitados.
- Gestão de estoque com controle em tempo real da quantidade de produtos disponíveis.
- Vendas 24 horas, possibilitando vender a qualquer momento, sem necessidade de um site próprio.

### Link de Pagamento
O Link de Pagamento é uma solução que permite receber pagamentos de forma rápida. Os empreendedores podem gerar links personalizados para compartilhar com clientes, facilitando transações, especialmente para vendas informais e em redes sociais.

### PDV (Ponto de Venda)
O PDV da InfinitePay oferece uma solução integrada para a gestão de vendas e estoque, incluindo:
- Gestão em tempo real, com monitoramento das vendas e atualização automática do estoque.
- Emissão de fichas para eventos e controle de entradas.
- Relatórios detalhados para acompanhar as vendas diárias e fechamento de caixa.

### Empréstimos
A InfinitePay disponibiliza empréstimos para pequenas e médias empresas (PME), com mais de R$ 200 milhões emprestados para esse público. Com um processo de solicitação simplificado e aprovação rápida, os clientes podem acessar capital de giro quando necessário, sem burocracia excessiva.

## Tecnologia
A InfinitePay adota tecnologias avançadas e soluções inovadoras no mercado de pagamentos digitais, com foco na eficiência e segurança dos serviços financeiros.

### Inteligência artificial
Em 2023, segundo cobertura do portal Startups durante o South Summit Brazil, o uso de IA pela CloudWalk (controladora da InfinitePay) resultou em cerca de R$ 100 milhões de economia; a empresa informou que agentes de IA responderam por cerca de 75% dos atendimentos (≈ 2,6 milhões de solicitações) e que esse volume equivaleria ao trabalho de ~1.100 pessoas.
Em abril de 2025, a companhia lançou o JIM, assistente inteligente integrado ao app da InfinitePay, com recursos como criação de conteúdo para redes sociais, sugestões de estratégia comercial e ajuste de preços; o serviço inclui o “modo Visão”, que executa ações a partir de fotos, e foi disponibilizado gratuitamente no aplicativo.

### Open finance
Em junho de 2024, a InfinitePay anunciou um modelo de precificação que usa dados do Open Finance para ajustar automaticamente as taxas de cartão por perfil de lojista, com reduções de até 50%; a mudança foi noticiada pela imprensa e detalhada pela própria companhia, que em maio de 2025 afirmou ter acumulado R$ 222 milhões em economia aos clientes.

### Segurança
A InfinitePay investe em infraestrutura tecnológica baseada em blockchain e machine learning para melhorar a segurança da plataforma. Essas tecnologias melhoram a segurança das transações e permite à empresa oferecer um recebimento mais rápido, consolidando o padrão de pagamento no dia seguinte.

### Sustentabilidade
Em junho de 2024, a InfinitePay lançou uma campanha para eliminar o uso de plástico em cartões e maquininhas, adotando práticas sustentáveis. A iniciativa visa promover a responsabilidade ambiental.

## Perspectivas futuras
A InfinitePay projeta continuar sua expansão nos próximos anos, acompanhando o crescimento do mercado de pagamentos digitais no Brasil. Projeções indicam que o volume total de transferências instantâneas no Brasil deve crescer para 115,8 bilhões de pagamentos até 2028, com uma taxa anual de 25,4%.
A empresa planeja continuar lançando novos produtos e funcionalidades para atender às necessidades em constante evolução de seus clientes. Em 2024, a CloudWalk, dona da InfinitePay, levantou R$ 1,6 bilhão para financiar a operação de antecipação de recebíveis e acompanhar o crescimento da carteira de clientes.